# Frontera entre Turquia i Geòrgia
La frontera entre Turquia i Geòrgia és la frontera de 252 kilòmetres que separa Geòrgia de la República de Turquia en direcció est-oest, que separa el sud-oest de Geòrgia (Adjària) del nord-est de Turquia, a l'Anatòlia Oriental, províncies de Artvin i Ardahan.

## Traçat
El seu extrem oriental és al litoral del mar Negre, a les proximitats del port de Batumi, capital d'Adjària. Després va cap a l'est fins al trifini amb Armènia, a Ardahan. És un dels traçats fronterers que separen Àsia d'Europa, a la regió del Caucas.

## Història
Fou definida en 1920 quan el govern de la Unió Soviètica va reconèixer la independència de Geòrgia, reivindicada des de 1918 i interrompuda per una curta ocupació britànica. Des de la independència de Geòrgia en 1991 aquesta frontera torna a separar dues nacions independents.